# Valea Adîncă
Valea Adîncă (według ortografii rumuńskiej Valea Adâncă, zapis cyrylicą Валя-Адынкэ; ukr. Валя-Адинке, Wala-Adynke lub Волядинка, Woladynka; ros. Валя-Адынкэ, Wala-Adynke; pol. hist. Waładynka) – wieś w Mołdawii, w rejonie Kamionka, na terenie nieuznawanej Mołdawskiej Republiki Naddniestrzańskiej. Jej nazwa znaczy po rumuńsku „głęboka dolina”. W 2004 roku wieś liczyła 368 mieszkańców, w tym 324 Ukraińców, 31 Mołdawian (Rumunów), 11 Rosjan.
Wieś znajdowała się na terenie Podola, w czasach Unii Polsko-Litewskiej w powiecie bracławskim. W miejscowości istniała od XVI wieku niewielka cerkiew, która od unii brzeskiej do 1794 roku była unicką. W 1569 roku wraz z Podolem przeszła we władanie Polski. W wyniku rozbiorów znalazła się w granicach Rosji. W 1924 roku włączona w skład Mołdawskiej ASRR. Po rozpadzie ZSRR znalazła się w wyniku konfliktu naddniestrzańskiego w granicach nieuznanej republiki. W 2015 roku oddano do użytku odbudowaną z ruiny cerkiew.

## Rezerwat krajobrazowy
W pobliżu wsi znajduje się rezerwat krajobrazowy o tej samej nazwie chroniący wapienną dolinę z licznymi zjawiskami krasowymi. Porastają je zarośla z udziałem dębu szypułkowego, lipy, klonu, grabu, krzewów oraz stanowiskami chronionych roślin naczyniowych. W dolnej części doliny znajdują się źródliska.
W dolinie Waładynki Henryk Sienkiewicz umieścił schronienie wiedźmy Horpyny znanej z powieści „Ogniem i mieczem”.